# Женска фудбалска репрезентација Србије
Женска фудбалска репрезентација Србије је женски фудбалски тим који се састоји од најбољих фудбалерки, које су држављанке Републике Србије, без обзира да ли наступају за домаће или стране фудбалске клубове. Избор најбољих фудбалерки за репрезентацију врши селектор.
Женски фудбал у Србији није довољно развијен, нити популаран иако је први женски фудбалски тим оформљен 1969. године као (Слога), а током 1970. године и многи други (ЖФК Машинац, ЖФК Спартак). Скептицизам и предрасуде су један од основних чинилаца због којих је женски фудбал на периферији домаћег интересовања.
На основу рејтинга који води ФИФА, женска фудбалска репрезентација Србије се котира на 41. месту од 138 женских репрезентација.

## О репрезентацији
Српска женска фудбалска репрезентација представља Србију на међународним такмичењима у женском фудбалу. Функционише под окриљем Фудбалског савеза Србије.

### Старосне категорије
Женска фудбалска репрезентација Србије се такмичи у три старосне категорије:
- Сениорска или "А" репрезентација
- Омладинска (У-19), фудбалерке старости до 19 година
- Кадетска (У-17), фудбалерке старости до 17 година.

### Међународна такмичења
Најважнија међународна фудбалска такмичења за жене су: 
- Европско првенство у фудбалу за жене.
Одржава се под окриљем УЕФА (Уније европских фудбалских асоцијација).
- Светско првенство у фудбалу за жене.
Одржава се под окриљем  ФИФА (Међународне федерације фудбалских асоцијације).

### Наслеђе
Кровне међународне фудбалске организације ФИФА и УЕФА третирају репрезентацију Србије као наследницу свих претходних фудбалских репрезентација из бивше Југославије (Државне заједнице Србије и Црне Горе, Савезне Републике Југославије и СФРЈ).

## Успеси репрезентације

### Светско првенство
| Светско првенство | Светско првенство     | Светско првенство     | Светско првенство     | Светско првенство     | Светско првенство     | Светско првенство     | Светско првенство     | Светско првенство     |     | Квалификације за Светско првенство | Квалификације за Светско првенство | Квалификације за Светско првенство | Квалификације за Светско првенство | Квалификације за Светско првенство | Квалификације за Светско првенство | Квалификације за Светско првенство |
| Година            | Коло                  | Од.                   | П                     | Н                     | И                     | ГД                    | ГП                    | ГР                    | Од. | П                                  | Н                                  | И                                  | ГД                                 | ГП                                 | ГР                                 |                                    |
| ----------------- | --------------------- | --------------------- | --------------------- | --------------------- | --------------------- | --------------------- | --------------------- | --------------------- | --- | ---------------------------------- | ---------------------------------- | ---------------------------------- | ---------------------------------- | ---------------------------------- | ---------------------------------- | ---------------------------------- |
| 1995              | Није учествовала      | Није учествовала      | Није учествовала      | Није учествовала      | Није учествовала      | Није учествовала      | Није учествовала      | Није учествовала      | —   | —                                  | —                                  | —                                  | —                                  | —                                  | —                                  |                                    |
| 1999              | Није учествовала      | Није учествовала      | Није учествовала      | Није учествовала      | Није учествовала      | Није учествовала      | Није учествовала      | Није учествовала      | —   | —                                  | —                                  | —                                  | —                                  | —                                  | —                                  |                                    |
| 2003              | Није учествовала      | Није учествовала      | Није учествовала      | Није учествовала      | Није учествовала      | Није учествовала      | Није учествовала      | Није учествовала      | —   | —                                  | —                                  | —                                  | —                                  | —                                  | —                                  |                                    |
| 2007              | Није се квалификовала | Није се квалификовала | Није се квалификовала | Није се квалификовала | Није се квалификовала | Није се квалификовала | Није се квалификовала | Није се квалификовала | 8   | 2                                  | 0                                  | 6                                  | 6                                  | 27                                 | −21                                |                                    |
| 2011              | Није се квалификовала | Није се квалификовала | Није се квалификовала | Није се квалификовала | Није се квалификовала | Није се квалификовала | Није се квалификовала | Није се квалификовала | 10  | 2                                  | 3                                  | 5                                  | 7                                  | 19                                 | −12                                |                                    |
| 2015              | Није се квалификовала | Није се квалификовала | Није се квалификовала | Није се квалификовала | Није се квалификовала | Није се квалификовала | Није се квалификовала | Није се квалификовала | 10  | 3                                  | 1                                  | 6                                  | 16                                 | 34                                 | −18                                |                                    |
| 2019              | Није се квалификовала | Није се квалификовала | Није се квалификовала | Није се квалификовала | Није се квалификовала | Није се квалификовала | Није се квалификовала | Није се квалификовала | 8   | 2                                  | 1                                  | 5                                  | 5                                  | 13                                 | −8                                 |                                    |
| Укупно            | 0/7                   | —                     | —                     | —                     | —                     | —                     | —                     | —                     | 36  | 9                                  | 5                                  | 22                                 | 34                                 | 93                                 | −59                                |                                    |

Квалификације за СП 2019. — група 7
| Поз. | Репрезентација | Од. | П | Н | И | ГД | ГП | ГР  | Бод. |
| ---- | -------------- | --- | - | - | - | -- | -- | --- | ---- |
| 1.   | Шпанија        | 8   | 8 | 0 | 0 | 25 | 2  | +23 | 24   |
| 2.   | Аустрија       | 8   | 5 | 1 | 2 | 19 | 7  | +12 | 16   |
| 3.   | Финска         | 8   | 3 | 1 | 4 | 9  | 13 | -4  | 10   |
| 4.   | Србија         | 8   | 2 | 1 | 5 | 5  | 13 | -8  | 7    |
| 5.   | Израел         | 8   | 0 | 1 | 7 | 0  | 23 | -23 | 1    |

### Европско првенство
| Европско првенство | Европско првенство    | Европско првенство    | Европско првенство    | Европско првенство    | Европско првенство    | Европско првенство    | Европско првенство    | Европско првенство    |            | Квалификације за Европско првенство | Квалификације за Европско првенство | Квалификације за Европско првенство | Квалификације за Европско првенство | Квалификације за Европско првенство | Квалификације за Европско првенство | Квалификације за Европско првенство |
| Година             | Коло                  | Од.                   | П                     | Н                     | И                     | ГД                    | ГП                    | ГР                    | Од.        | П                                   | Н                                   | И                                   | ГД                                  | ГП                                  | ГР                                  |                                     |
| ------------------ | --------------------- | --------------------- | --------------------- | --------------------- | --------------------- | --------------------- | --------------------- | --------------------- | ---------- | ----------------------------------- | ----------------------------------- | ----------------------------------- | ----------------------------------- | ----------------------------------- | ----------------------------------- | ----------------------------------- |
| 1995               | Повукла се            | Повукла се            | Повукла се            | Повукла се            | Повукла се            | Повукла се            | Повукла се            | Повукла се            | Повукла се | Повукла се                          | Повукла се                          | Повукла се                          | Повукла се                          | Повукла се                          | Повукла се                          | Повукла се                          |
| 1997               | Није се квалификовала | Није се квалификовала | Није се квалификовала | Није се квалификовала | Није се квалификовала | Није се квалификовала | Није се квалификовала | Није се квалификовала | 6          | 3                                   | 1                                   | 2                                   | 13                                  | 9                                   | 4                                   |                                     |
| 2001               | Није се квалификовала | Није се квалификовала | Није се квалификовала | Није се квалификовала | Није се квалификовала | Није се квалификовала | Није се квалификовала | Није се квалификовала | 6          | 1                                   | 0                                   | 5                                   | 2                                   | 21                                  | −19                                 |                                     |
| 2005               | Није се квалификовала | Није се квалификовала | Није се квалификовала | Није се квалификовала | Није се квалификовала | Није се квалификовала | Није се квалификовала | Није се квалификовала | 8          | 1                                   | 0                                   | 7                                   | 3                                   | 25                                  | −22                                 |                                     |
| 2009               | Није се квалификовала | Није се квалификовала | Није се квалификовала | Није се квалификовала | Није се квалификовала | Није се квалификовала | Није се квалификовала | Није се квалификовала | 8          | 2                                   | 0                                   | 6                                   | 11                                  | 24                                  | −13                                 |                                     |
| 2013               | Није се квалификовала | Није се квалификовала | Није се квалификовала | Није се квалификовала | Није се квалификовала | Није се квалификовала | Није се квалификовала | Није се квалификовала | 8          | 4                                   | 1                                   | 3                                   | 15                                  | 18                                  | −3                                  |                                     |
| 2017               | Није се квалификовала | Није се квалификовала | Није се квалификовала | Није се квалификовала | Није се квалификовала | Није се квалификовала | Није се квалификовала | Није се квалификовала | 8          | 3                                   | 1                                   | 4                                   | 10                                  | 21                                  | −11                                 |                                     |
| Укупно             | 0/7                   | —                     | —                     | —                     | —                     | —                     | —                     | —                     | 44         | 14                                  | 3                                   | 27                                  | 54                                  | 118                                 | −64                                 |                                     |

## Састав репрезентације
Списак играчица које је селектор Предраг Гроздановић саопштио 14. фебруара 2020. године пред квалификациону утакмицу против Северне Македоније у оквиру квалификација за Европско првенство у фудбалу за жене 2021, група Г.
| Име и презиме     | Клуб           | Датум рођења       |         |
| Голмани           | Голмани        | Голмани            | Голмани |
| ----------------- | -------------- | ------------------ | ------- |
| Сара Цетиња       | Црвена звезда  | 16. април 2000.    |         |
| Љиљана Гардијан   | Слога          | 28. децембар 1988. |         |
| Милица Костић     | Спартак        | 21. децембар 1997. |         |
| Одбрана           |                |                    |         |
| Виолета Словић    | Спартак        | 30. август 1991.   |         |
| Оршоја Вајда      | Спартак        | 4. фебруар 1997.   |         |
| Тијана Матић      | Спартак        | 22. фебруар 1996.  |         |
| Дејана Стефановић | Валеренга      | 5. јул 1997.       |         |
| Марија Илић       | БИИК Казигурт  | 3. јун 1993.       |         |
| Јована Стојановић | Црвена звезда  | 10. фебруар 1995.  |         |
| Везни ред         |                |                    |         |
| Ивана Трбојевић   | Атромитос      | ?                  |         |
| Јелена Чанковић   | Росенгард      | 13. август 1995.   |         |
| Тијана Филиповић  | Спартак Москва | 25. мај 1999.      |         |
| Милица Мијатовић  | БИИК Казигурт  | 26. јун 1991.      |         |
| Дина Благојевић   | Спартак Москва | 15. март 1997.     |         |
| Јелена Чубрило    | Гинтра         | 9. јануар 1994.    |         |
| Андријана Тришић  | Црвена звезда  | 2. септембар 1994. |         |
| Сара Павловић     | Спартак        | 10. мај 1996.      |         |
| Напад             |                |                    |         |
| Марија Радојичић  | Филкир         | 5. мај 1992.       |         |
| Марија Вуковић    | Рјазан         | 25. март 1990.     |         |
| Алегра Пољак      | Гранадиља      | 5. фебруар 1999.   |         |
| Биљана Брадић     | ДВТК           | 24. април 1991.    |         |
| Милица Станковић  | Машинац        | 4. март 1991.      |         |